# Raport
În matematică, raportul (pl. rapoarte) este o operație între două numere care indică de câte ori al doilea număr se cuprinde în primul.
Câtul poate fi între două mărimi de același fel, exprimate în aceleași unități, de exemplu lungimi de segmente geometrice.
Prin raportul numerelor raționale pozitive a și b, cu b≠0, se înțelege numărul rațional a:b, notat {\displaystyle {\tfrac {a}{b}}}. Scrierea {\displaystyle {\tfrac {a}{b}}} este raportul, iar a și b sunt termenii raportului. 

Valoarea unui raport {\displaystyle {\tfrac {a}{b}}} este numărul c care se obține din relația c=a:b.

Exemplu:  Într-o clasă sunt 12 fete și 16 băieți. Se spune că raportul dintre numărul fetelor și cel al băieților este egal cu {\displaystyle {\tfrac {12}{16}}}. Valoarea raportului 12:16=0,75. 

1. La scrierea raportului a două mărimi de aceeași natură, acestea trebuie să fie exprimate în aceeași unitate de măsură. De exemplu, dacă lățimea unui dreptunghi este egală cu 120 cm, iar lungimea este egală cu 3,6 m, pentru a afla raportul dintre lățime și lungime, întâi se transformă L=3,6m =360 cm și apoi se obține  {\displaystyle {\tfrac {l}{L}}} = {\displaystyle {\tfrac {120}{360}}}cm={\displaystyle {\tfrac {1}{3}}}.

2. Se pot forma rapoarte și cu mărimi de tipuri diferite. De exemplu, dacă unui om îi trebuie 3 ore pentru a parcurge 12 km, atunci se formează raportul {\displaystyle {\tfrac {12}{3}}}{\displaystyle {\tfrac {km}{h}}} = 4 km/h. 

Exemple de rapoarte utilizate în practică

1. Scara unei hărți este raportul dintre distanța de pe hartă și distanța geografică pe teren.

2. Compoziția unei soluții este raportul dintre masa substanței care se dizolva și masa soluției.

3. Titlul unui aliaj este raportul dintr masa metalului prețios si masa aliajului.

Exemple

a.  Pe o hartă, unui segment ce are lungimea de 1 cm îi corespunde o distanță în teren egala cu 2 km. Deoarece 2km=200.000 cm, scara hărții este 1:200.000.

b.  În 190g de apă se dizolvă 10g sare. Conținutul soluției este egală cu : {\displaystyle {\tfrac {10}{190+10}}={\tfrac {10}{200}}={\tfrac {5}{100}}}=5 %

c.  Un aliaj conține 240 g aur si 960 g cupru. Titlul aliajului este egal cu : {\displaystyle {\tfrac {240}{240+960}}={\tfrac {240}{1200}}={\tfrac {1}{5}}={\tfrac {200}{1000}}}=0,2

## Raportul a două numere abstracte
Fie numerele: a = 4{\displaystyle {\tfrac {2}{5}}}  și  b= 2{\displaystyle {\tfrac {3}{4}}}.
Raportul numerelor a și b înseamnă câtul neefectuat al acestor numere.
Raportul numerelor a și b se poate scrie sub forma:
4{\displaystyle {\tfrac {2}{5}}}:2{\displaystyle {\tfrac {3}{4}}}. Aceste numere se numesc termenii raportului.
Efectuând împărțirea se obține valoarea raportului care este  {\displaystyle {\tfrac {8}{5}}}.
Numărul de deasupra liniei de fracție se numește deîmpărțit sau antencedent, cel de dedesubt poartă numele de împărțitor sau consecvent. Notația este de origine indiană; astfel Brahmagupta o folosea, dar fără linie, aceasta fiind introdusă de L. P. Fibonacci.
O teorie a rapoartelor a fost formulată în secolul al IV-lea î.Hr. de Eudoxus din Knidos.

## Raportul procentual
Este un raport de forma {\displaystyle {\tfrac {p}{100}}} care se notează p %.
Dacă p % din x este egal cu y, se scrie: {\displaystyle {\tfrac {p}{100}}}∙x=y. În această relație p % reprezintă raportul procentual, ceea ce scrie după cuvântul „din”, adică x, reprezintă întregul, iar y reprezintă partea corespunzătoare din întreg.

Există 3 tipuri de aplicații:

a. Aflarea raportului procentual (se cere p %): {\displaystyle {\tfrac {p}{100}}}∙x=y.

b. Determinarea a p % dintr-un număr dat x(se cere y) : p % din x={\displaystyle {\tfrac {p}{100}}}∙x.

c.  Aflarea unui număr când se știe p % din el (se cere x): 

p % din x=y<=>{\displaystyle {\tfrac {p}{100}}}∙x=y=>y=x:{\displaystyle {\tfrac {p}{100}}}=x∙{\displaystyle {\tfrac {100}{y}}}

Exemple

a. O gospodină a cheltuit 90 de lei din cei 150 de lei pe care îi avea. Cât la sută din sumă a cheltuit?

Rezolvare: Avem p %={\displaystyle {\tfrac {90}{150}}}∙100={\displaystyle {\tfrac {3}{5}}}∙100=60=≫p %=60 %.

b. O gospodină avea la ea 150 lei și a cheltuit la magazin 60 % din sumă. Ce sumă a cheltuit?

Rezolvare. Știm raportul procentual și întregul : 60 % din 150={\displaystyle {\tfrac {60}{100}}}∙150=6∙15=90 lei

c. O gospodină a cheltuit 60 % din suma pe care o avea, adică 90 de lei. Ce sumă avea gospodina la ea?

Rezolvare. Fie s suma pe care o avea gospodina. Atunci : 
60 % din s =90 <=> {\displaystyle {\tfrac {60}{100}}}∙s=90<=>s=90∶ {\displaystyle {\tfrac {3}{5}}}<=>s=90∙{\displaystyle {\tfrac {5}{3}}}=150 lei

## Creșteri și scăderi cu P%
Dacă un număr x crește, respectiv scade cu p %, atunci:

Cand creste devine: x+{\displaystyle {\tfrac {p}{100}}} x=(1+{\displaystyle {\tfrac {p}{100}}})x=({\displaystyle {\tfrac {100}{100}}}+{\displaystyle {\tfrac {p}{100}}})x={\displaystyle {\tfrac {100+p}{100}}}x=(100+p) % x.

Cand scade devine : x-{\displaystyle {\tfrac {p}{100}}} x=(1-{\displaystyle {\tfrac {p}{100}}})x=({\displaystyle {\tfrac {100}{100}}}-{\displaystyle {\tfrac {p}{100}}})x={\displaystyle {\tfrac {100-p}{100}}} x=(100-p) % x.

## Proporții
Egalitatea a două rapoarte se numește proporție.

Dacă rapoartele {\displaystyle {\tfrac {a}{b}}}  și  {\displaystyle {\tfrac {c}{d}}} au aceeași valoare, ele formează proporția {\displaystyle {\tfrac {a}{b}}} = {\displaystyle {\tfrac {c}{d}}} , iar numerele a, b, c, d se numesc termenii proporției.

Termenii a și d se numesc extremi, iar termenii b și c se numesc mezi. 

Proprietatea fundamentală a proporțiilor

Într-o proporție produsul extremilor este egal cu produsul mezilor.

{\displaystyle {\tfrac {a}{b}}} = {\displaystyle {\tfrac {c}{d}}} <=> ad=bc, unde b≠0 și d≠0

Reciproc, daca numerele a, b, c, d verifică relația ad=bc , atunci ele pot fi termenii unei proporții.

Aflarea unui termen necunoscut dintr-o proporție

Dacă într-o proporție un singur termen este necunoscut, din proprietatea fundamentală a proporției , acesta se poate determina astfel :

un extrem = {\displaystyle {\tfrac {produsulmezilor}{celalaltextrem}}} sau un mez = {\displaystyle {\tfrac {produsulextremilor}{celalaltmez}}}

## Proporții derivate
1.Proporții derivate cu aceiași termeni :

a. {\displaystyle {\tfrac {a}{b}}} = {\displaystyle {\tfrac {c}{d}}} => {\displaystyle {\tfrac {d}{b}}} = {\displaystyle {\tfrac {c}{a}}}  (schimbarea extremilor între ei)

b. {\displaystyle {\tfrac {a}{b}}} = {\displaystyle {\tfrac {c}{d}}} => {\displaystyle {\tfrac {a}{c}}} = {\displaystyle {\tfrac {b}{d}}} (schimbarea mezilor între ei)

c. {\displaystyle {\tfrac {a}{b}}} = {\displaystyle {\tfrac {c}{d}}} => {\displaystyle {\tfrac {b}{a}}} = {\displaystyle {\tfrac {d}{c}}} inversarea fiecărui raport

2.Proporții derivate cu alți termeni :

a1. {\displaystyle {\tfrac {a}{b}}} = {\displaystyle {\tfrac {c}{d}}} => {\displaystyle {\tfrac {a}{b}}} = {\displaystyle {\tfrac {a+c}{b+d}}}; a2. {\displaystyle {\tfrac {a}{b}}} = {\displaystyle {\tfrac {c}{d}}} => {\displaystyle {\tfrac {a}{b}}} = {\displaystyle {\tfrac {a-c}{b-d}}}, în cazul b≠d

b1. {\displaystyle {\tfrac {a}{b}}} = {\displaystyle {\tfrac {c}{d}}} => {\displaystyle {\tfrac {a}{a+b}}} = {\displaystyle {\tfrac {c}{c+d}}}; b2. {\displaystyle {\tfrac {a}{b}}} = {\displaystyle {\tfrac {c}{d}}} => {\displaystyle {\tfrac {a}{a-b}}} = {\displaystyle {\tfrac {c}{c-d}}},î𝑛 𝑐𝑎𝑧𝑢𝑙 𝑎≠𝑏

c1. {\displaystyle {\tfrac {a}{b}}} = {\displaystyle {\tfrac {c}{d}}} => {\displaystyle {\tfrac {a+b}{b}}} = {\displaystyle {\tfrac {c+d}{d}}}; c2. {\displaystyle {\tfrac {a}{b}}} = {\displaystyle {\tfrac {c}{d}}} => {\displaystyle {\tfrac {a-b}{b}}} = {\displaystyle {\tfrac {c-d}{d}}}

d1. {\displaystyle {\tfrac {a}{b}}} = {\displaystyle {\tfrac {c}{d}}} => {\displaystyle {\tfrac {a}{b}}} = {\displaystyle {\tfrac {nc}{nd}}}; d2. {\displaystyle {\tfrac {a}{b}}} = {\displaystyle {\tfrac {c}{d}}} => {\displaystyle {\tfrac {a}{mb}}} = {\displaystyle {\tfrac {c}{md}}}, unde m≠0 și n≠0

e. {\displaystyle {\tfrac {a}{b}}} = {\displaystyle {\tfrac {c}{d}}} => {\displaystyle {\tfrac {ka}{ma+mb}}} = {\displaystyle {\tfrac {kc}{mc+nd}}}, unde k,m,n ϵ Q+ astfel încât ma+nb≠0

Exemple

a1. {\displaystyle {\tfrac {2}{3}}} = {\displaystyle {\tfrac {6}{9}}} => {\displaystyle {\tfrac {2}{3}}} = {\displaystyle {\tfrac {2+6}{3+9}}} => {\displaystyle {\tfrac {2}{3}}} = {\displaystyle {\tfrac {8}{12}}}; a2. {\displaystyle {\tfrac {2}{3}}} = {\displaystyle {\tfrac {6}{9}}} => {\displaystyle {\tfrac {2}{3}}} = {\displaystyle {\tfrac {6-2}{9-3}}} => {\displaystyle {\tfrac {2}{3}}} = {\displaystyle {\tfrac {4}{6}}}

b1. {\displaystyle {\tfrac {2}{3}}} = {\displaystyle {\tfrac {6}{9}}} => {\displaystyle {\tfrac {2}{2+3}}} = {\displaystyle {\tfrac {6}{6+9}}} => {\displaystyle {\tfrac {2}{5}}} = {\displaystyle {\tfrac {6}{15}}}; b2. {\displaystyle {\tfrac {2}{3}}} = {\displaystyle {\tfrac {6}{9}}} => {\displaystyle {\tfrac {2}{3-2}}} = {\displaystyle {\tfrac {6}{9-6}}} => {\displaystyle {\tfrac {2}{1}}} = {\displaystyle {\tfrac {6}{3}}}

c1. {\displaystyle {\tfrac {5}{4}}} = {\displaystyle {\tfrac {5}{12}}} => {\displaystyle {\tfrac {5+4}{4}}} = {\displaystyle {\tfrac {15+12}{12}}} => {\displaystyle {\tfrac {9}{4}}} = {\displaystyle {\tfrac {27}{12}}}; c2. {\displaystyle {\tfrac {5}{4}}} = {\displaystyle {\tfrac {5}{12}}} => {\displaystyle {\tfrac {5-4}{4}}} = {\displaystyle {\tfrac {15-12}{12}}} => {\displaystyle {\tfrac {1}{4}}} = {\displaystyle {\tfrac {3}{12}}}

d1. {\displaystyle {\tfrac {2}{7}}} = {\displaystyle {\tfrac {6}{21}}} => {\displaystyle {\tfrac {2}{7}}} = {\displaystyle {\tfrac {5\cdot 6}{5\cdot 12}}} => {\displaystyle {\tfrac {2}{7}}} = {\displaystyle {\tfrac {30}{105}}}; d2. {\displaystyle {\tfrac {2}{7}}} = {\displaystyle {\tfrac {6}{21}}} => {\displaystyle {\tfrac {2}{4\cdot 7}}} = {\displaystyle {\tfrac {6}{4\cdot 21}}} => {\displaystyle {\tfrac {2}{28}}} = {\displaystyle {\tfrac {6}{84}}}

e. {\displaystyle {\tfrac {5}{3}}} = {\displaystyle {\tfrac {10}{6}}} => {\displaystyle {\tfrac {2\cdot 5}{4\cdot 3+7\cdot 5}}} = {\displaystyle {\tfrac {2\cdot 10}{4\cdot 6+7\cdot 10}}} => {\displaystyle {\tfrac {10}{47}}} = {\displaystyle {\tfrac {20}{94}}}

## Șir de rapoarte egale
Mai multe rapoarte care au aceeași valoare formează un șir de rapoarte egale :
{\displaystyle {\frac {a_{1}}{b_{1}}}} = {\displaystyle {\frac {a_{2}}{b_{2}}}} = ... = {\displaystyle {\frac {a_{n}}{b_{n}}}} .

### Proprietăți
Proprietatea 1. {\displaystyle {\frac {a_{1}}{b_{1}}}} = {\displaystyle {\frac {a_{2}}{b_{2}}}} = ... = {\displaystyle {\frac {a_{n}}{b_{n}}}} = {\displaystyle {\frac {a_{1}+a_{2}+...+a_{n}}{b_{1}+b_{2}+..+b_{n}}}} , unde b1 + b2 + ... + bn ≠ 0 .

Exemplu: {\displaystyle {\tfrac {3}{7}}} = {\displaystyle {\tfrac {6}{14}}} = {\displaystyle {\tfrac {30}{7}}} = {\displaystyle {\tfrac {3+6+30}{7+14+70}}} = {\displaystyle {\tfrac {39}{91}}}.

Proprietatea 2. {\displaystyle {\frac {a_{1}}{b_{1}}}} = {\displaystyle {\frac {a_{2}}{b_{2}}}} = ... = {\displaystyle {\frac {a_{n}}{b_{n}}}} = {\displaystyle {\frac {a_{1}k+a_{2}m+...+a_{n}r}{b_{1}k+b_{2}m+..+b_{n}r}}} , unde b1k + b2m + ... + bnr ≠ 0 .

Exemplu: {\displaystyle {\tfrac {5}{2}}} = {\displaystyle {\tfrac {10}{4}}} = {\displaystyle {\tfrac {5}{6}}} = {\displaystyle {\tfrac {5\cdot 3+10\cdot 7+15\cdot 6}{2\cdot 3+4\cdot 7+6\cdot 6}}} = {\displaystyle {\tfrac {175}{70}}}.

## În geometrie
În geometrie este întâlnit raport de segmente în enunțul unor teoreme (teorema lui Thales, teorema bisectoarei etc.). 
Un raport de valoare subunitară poate exprima poziția unui punct P din interiorul unui segment AB.
{\displaystyle {\frac {AP}{AB}}=\lambda }